# مرشباخ
مرشباخ (به آلمانی: Merschbach) یک شهر در آلمان است که در برنکاستل-ویتلیش واقع شده‌است. مرشباخ ۴۸ نفر جمعیت دارد.